# Poritia hewitsoni
Poritia hewitsoni är en fjärilsart som beskrevs av Moore 1865. Poritia hewitsoni ingår i släktet Poritia och familjen juvelvingar. Inga underarter finns listade i Catalogue of Life.